# Сократес
Сократес Бразилейро Сампайо де Соуза Виейра де Оливейра (на португалски: Sócrates Brasileiro Sampaio de Souza Vieira de Oliveira, на португалски се произнася най-близко до Со̀кратиш Бразилейру Сампаю джи Соуза Виейра джи Оливейра, а на бразилски португалски най-близко до Со̀кратис Бразилейру Сампаю джи Соуза Виейра джи Оливейра), или по-известен само като Сократес (или Сократеш) или като доктор Сократес (доктор Сократеш), е бразилски футболист.
Сократес е един от редките случаи на брилянтни футболисти с високо образование. По образование е лекар.

## Биография
Започва да се занимава професионално с футбол през 1974 г. в Рибейрао Прето. По-голямата част от кариерата си прекарва в Коринтианс (1978-1984 г.). По-късно преминава през Фиорентина, Фламенго и Сантош.
За националния отбор на Бразилия той дебютира на 17 май 1979 г. срещу Парагвай. Оттогава изиграва за страната си общо 60 мача, в които отбелязва 22 гола. Участва на световните първенства през 1982 и 1986 г., като през 1982 г. е капитан на националния отбор. 
Сократес ще се запомни и като един от малкото футболисти, употребяващи огромни количества алкохол и цигари. Като футболист е пушил по 20 цигари на ден.
През 2004 г., на 51 години, вече прекратил с активната си състезателна дейност, Сократес подписва едномесечен договор с английския аматьорски клуб Гарфорт Таун.
На 4 декември 2011 г. след усложнение в здравословното му състояние Сократес умира от септичен шок в болница в Сао Пауло, ден след като е постъпил в нея.

## Отбори
- 1974–1978 Ботафого (Рибейрао Прето)
- 1978–1984 Коринтианс
- 1984–1985 Фиорентина
- 1985–1988 Фламенго
- 1988–1990 Сантош
- 2004 Гарфорт Таун